# Union der Volkskräfte für Demokratie und Fortschritt
Die Union der Volkskräfte für Demokratie und Fortschritt (französisch Union des Forces Populaire pour la Démocratie et le Progrès) oder Demokratische Union der fortschrittlichen Kräfte (französisch Union Démocratique des Forces Progressistes) ist eine politische Partei in Niger. Ihr Kürzel lautet UDFP-Sawaba.

## Geschichte

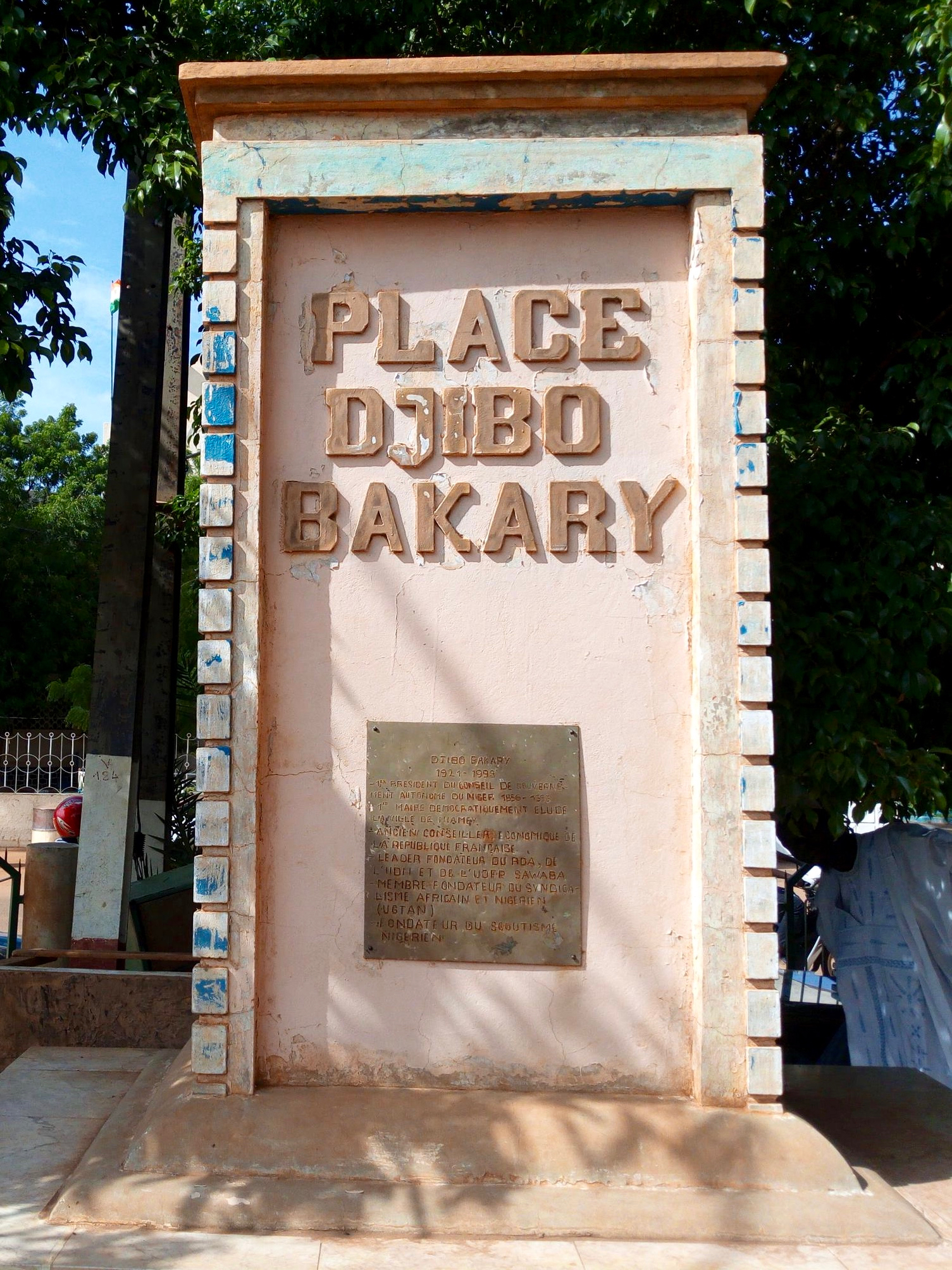
Gedenkstele für Djibo Bakary in Zongo, deren Inschrift ihn auch als Gründer der UDFP-Sawaba würdigt

Die UDFP-Sawaba entstand 1991 als eine Nachfolgerin der historischen linken Partei Sawaba, die 1959 verboten worden war. Den Parteivorsitz übernahm Djibo Bakary, der bereits in den 1950er Jahren den Sawaba gegründet und geleitet hatte. Eine weitere neue Partei, die Nigrische Demokratische Union (UDN-Sawaba) unter dem Vorsitz von Mamoudou Pascal, beanspruchte das Erbe des Sawaba für sich.
Die UDFP-Sawaba war bei der Nationalkonferenz von 1991 vertreten, die den Übergang Nigers zu einer Mehrparteiendemokratie organisierte. Im Hohen Rat der Republik, dem fünfzehnköpfigen Übergangsparlament von 1991 bis 1993, stellte die Partei die Abgeordneten Alazi Soumaïla und Ali Madougou. Bei den Parlamentswahlen von 1993 gewann sie zwei von 83 Sitzen in der Nationalversammlung. Ihre beiden Abgeordneten waren Ali Tazard Abdou und Mahamane Dan Bouzoua. Bei den Präsidentschaftswahlen von 1993 wurde der UDFP-Sawaba-Kandidat Djibo Bakary mit 1,68 % der Stimmen letzter der acht Bewerber um das höchste Amt im Staat. Die Nationalversammlung wurde am 17. Oktober 1994 vorzeitig aufgelöst und Neuwahlen anberaumt. Die UDFP-Sawaba ist seitdem nicht mehr im Parlament vertreten. Der UDFP-Sawaba-Generalsekretär Issoufou Assoumane gehörte zweimal Regierungen des Premierministers Hama Amadou von der Partei Nationale Bewegung der Entwicklungsgesellschaft (MNSD-Nassara) an: von 1995 bis 1996 als Minister für Bergbau und Energie und von 2000 bis 2001 als Minister für Umwelt und den Kampf gegen die Desertifikation.
Djibo Bakary starb 1998. Sein Nachfolger als Parteivorsitzender wurde Sanda Mounkaïla. Der bisherige UDFP-Sawaba-Generalsekretär Issoufou Assoumane gründete 2001 seine eigene Partei, die Union der nigrischen Sozialisten (UDSN-Talaka). Beim sechsten Parteikongress der UDFP-Sawaba, der 2019 in Maradi stattfand, wurden der Parteivorsitzende Sanda Mounkaïla und der neue Generalsekretär Boubacar Touré in ihren Ämtern bestätigt. Bei den Präsidentschaftswahlen von 2020 stellte die Partei überraschend Djibrilla Baré Maïnassara auf, einen Bruder des verstorbenen Staatspräsidenten Ibrahim Baré Maïnassara, der sich bereits vor einigen Jahren mit dessen Partei Bündnis für Demokratie und Fortschritt (RDP-Jama’a) überworfen hatte. Mit 0,36 % der Stimmen wurde Djibrilla Baré Maïnassara 24. der 30 Präsidentschaftskandidaten.